# なごみクラブ
『なごみクラブ』は、遠藤淑子による日本の漫画作品。『まんがライフオリジナル』（竹書房）にて2005年10月号より不定期に掲載された後、2009年2月号より2022年5月号まで連載（ショートストーリー形式）。
女性がくつろげることを目的とした会員制ホストクラブ「なごみクラブ」を舞台に、マネージャーやホストたちと客たちの交流を描く。

## 主な登場人物
「なごみクラブ」のスタッフのほとんどは本名が明らかになっておらず、源氏名で呼ばれている。
マネージャー
「なごみクラブ」のマネージャー。お人好しで穏やかな性格。かつて父の借金の返済や母の治療費を稼ごうと別のホストクラブでホスト（源氏名は「翔」）としてアルバイトをしていたが、上記のような性格から売り上げに貢献出来ず、解雇されて臓器を売ろうとしていたところをオーナーにスカウトされた。
ナオキ
ホスト。本名・福島。高校時代は野球部に所属していた。
剛（ごう）
客にすぐ説教するホスト。本心から怒ってくれるということで指名する客も多い。
トオル
ホスト。井上令子という老婦人に孫のようだと気に入られていた。
ユウヤ
新人ホスト。他のホストたちや客を馬鹿にした態度で、過去別の店でも問題を起こしていたが、マネージャーに諭され態度を改める。年の離れた妹・由加が闘病生活を送っている。
タク
ホストの1人。初めての客を接客することが多く、「誰にでもそつなく接客出来る」というのが周囲の評価。
空手の有段者。
石本（いしもと）
バーテンダー。勤務時はオールバックにしているが、それ以外のときは前髪を下ろして目が隠れている。
オーナー
「なごみクラブ」のオーナー。女性。女性がくつろげるクラブを作りたいとホストクラブを見て回っていたところ、アルバイトでホストをしていたマネージャーと知り合い、事情を聞いて雇うことを決定。店のことは基本的にマネージャーにまかせて口は出さない姿勢でいる。
田中 圭太（たなか けいた）
うつ病で会社をやめ、引きこもりになっていた青年。社会復帰のリハビリとして「なごみクラブ」の近くにあるコンビニで深夜アルバイトをしている。マネージャーが来店するたび強盗に遭う・レジが故障するなどのトラブルに見舞われるため、マネージャーのことがやや苦手。

## 書誌情報
- 遠藤淑子 『なごみクラブ』 竹書房 〈バンブー・コミックス〉、全12巻
  1. 2008年9月12日発売[2]、ISBN 978-4-8124-6872-2
  2. 2010年1月15日発売[3]、ISBN 978-4-8124-7221-7
  3. 2011年4月27日発売[4]、ISBN 978-4-8124-7546-1
  4. 2012年10月17日発売[5]、ISBN 978-4-8124-8006-9
  5. 2014年6月17日発売[6][7]、ISBN 978-4-8124-8702-0
  6. 2015年7月17日発売[8][9]、ISBN 978-4-8019-5230-0
  7. 2016年7月27日発売[10]、ISBN 978-4-8019-5595-0
  8. 2017年7月18日発売[11]、ISBN 978-4-8019-5994-1
  9. 2018年7月31日発売[12]、ISBN 978-4-8019-6342-9
  10. 2019年10月28日発売[13]、ISBN 978-4-8019-6779-3
  11. 2021年3月27日発売[14]、ISBN 978-4-8019-7242-1
  12. 2022年5月26日発売[15]、ISBN 978-4-8019-7631-3

## 単行本に関して
- 単行本第1巻は、『狼には気をつけて』（白泉社文庫版1・2巻）および『午後のお茶は妖精の国で』（祥伝社）との3社4冊同時発売であった。それを記念して、「エンコミ!」と称し、帯にはこの3冊の広告が掲載されたほか、描き下ろしのおまけ漫画にはそれぞれのメインキャラクターがゲストで登場している。購入者は、応募券を送付するとオリジナル「マネージャーのポケットティッシュ」が抽選でプレゼントされた[16]。
- 単行本第2巻は、『ヘヴン』（白泉社文庫版）および『今月のわんこ生活』（大都社）との3社3冊同時発売となったため、「エンコミ!2010」と称して、帯にはこの2冊の広告が掲載された。おまけ漫画へのゲストの登場はなかった。
- 2012年10月に発売された単行本第4巻は、9月から翌年1月まで『空のむこう』（白泉社文庫版）、『犬ぐらし』（白泉社文庫版）、『プラネット』（祥伝社）お『今月のわんこ生活』第4巻と5カ月連続した新刊の発売を記念し「エンコミ！リターンズ」と称したフェアが開催された。各タイトルにはフェアの帯が巻かれ、帯の折り返し部分には、すべてつなげると一枚絵になる描き下ろしリレーイラストが掲載されている[17][18]。